# Währing
A Währing Bécs XVIII. kerülete.  Währing Döbling, Alsergrund, Hernals, Alsergrund, Neuwaldegg, Dornbach, Hernals, Salamonfalva, Neustift am Walde és Oberdöbling községekkel határos.

## Részei
|  | - Währing - Weinhaus - Gersthof - Pötzleinsdorf |

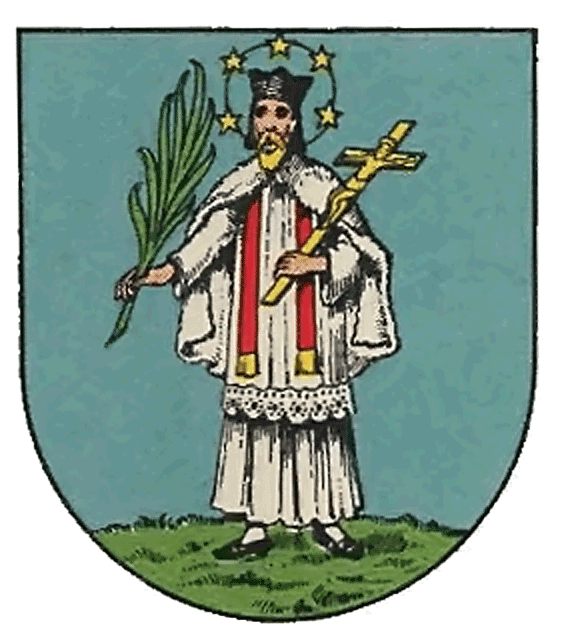
Gersthof címere
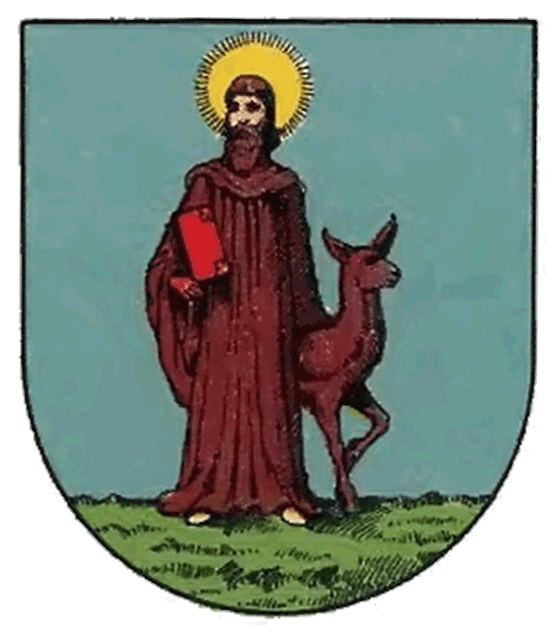
Pötzleinsdorf címere
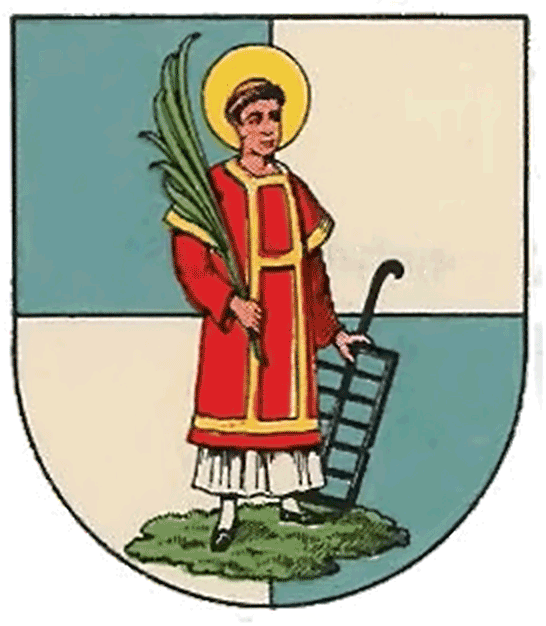
Währing címere
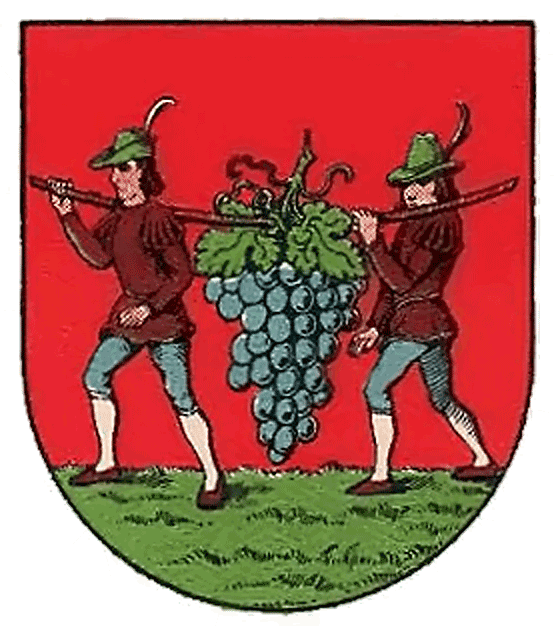
Weinhaus címere

## Története
Währing írott forrásban elsőként 1170-ben tűnik fel Warich nevén.
A Währing kerületet 1892. január 1-jén hozták létre Währing, Gersthof, Pötzleinsdorf, Weinhaus, Neustift am Walde és Salmannsdorf néhány része beolvasztásaval Bécsbe mint a XVIII. kerület. 
1938. október 15-én egy birodalmi törvény alapján Neustift am Walde és Salmannsdorf Döbling része lett.
A megszállás alatt (1945–1955) Währing az amerikai szektorhoz tartozott.

## Látnivalók
- Pötzleinsdorfi kastély
- Geymüllerschlössl
- Maria-Theresien-Schlössel (most az Erste Bank AG múzeuma)
- Az egyetemi csillagvizsgáló a Türkenschanzén
- Türkenschanzpark

## Képek

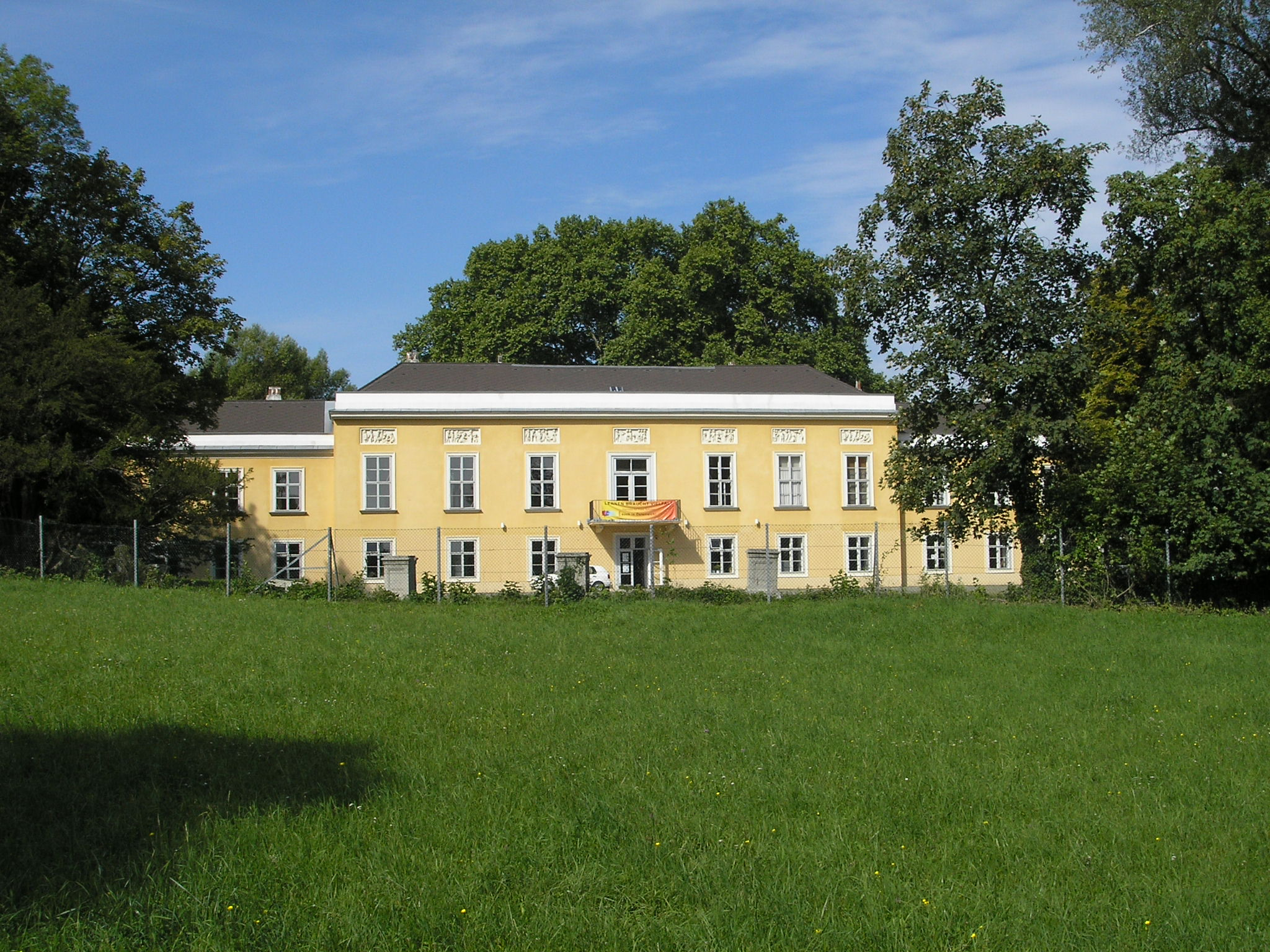
Pötzleinsdorfi kastély
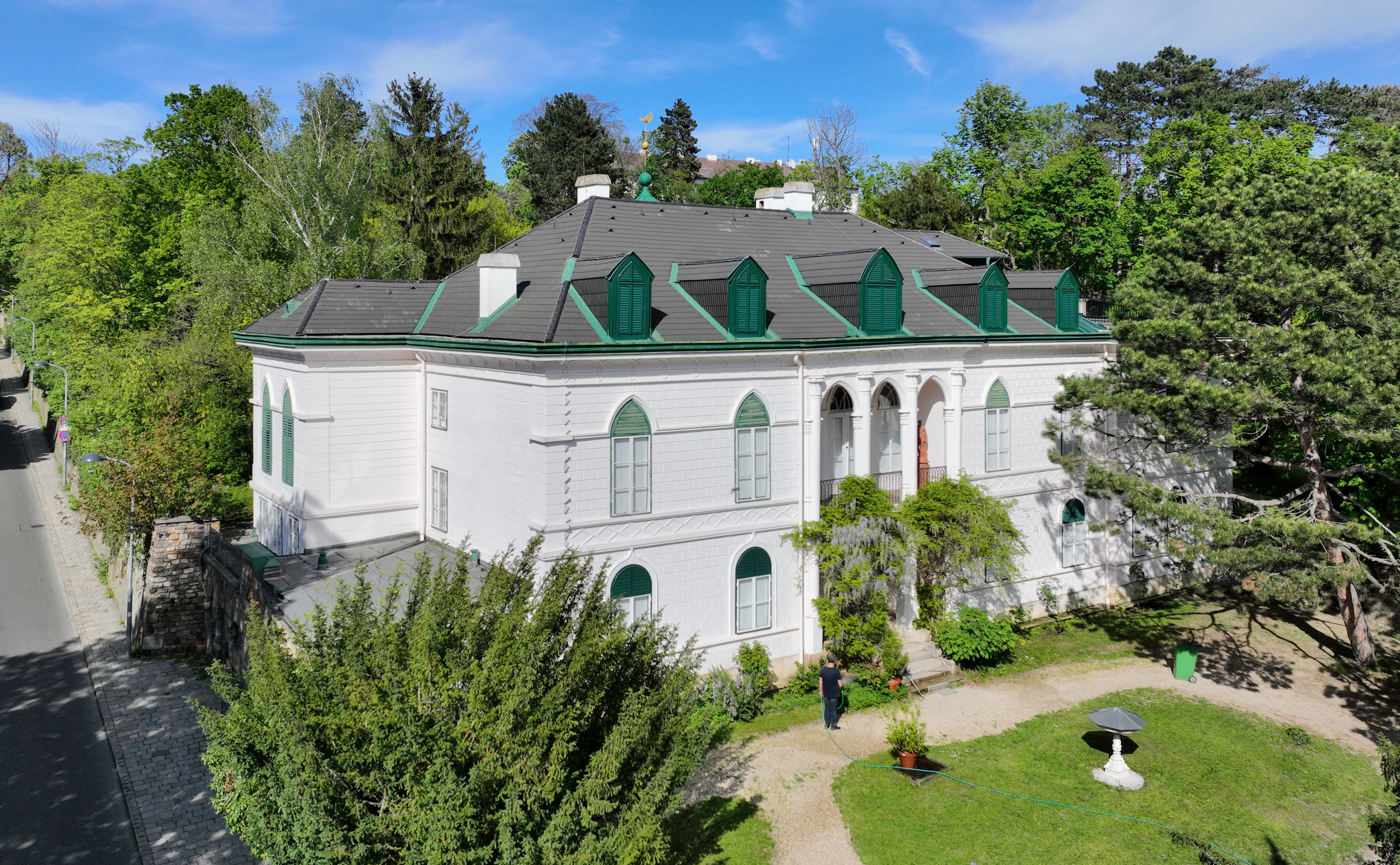
Geymüllerschlössl
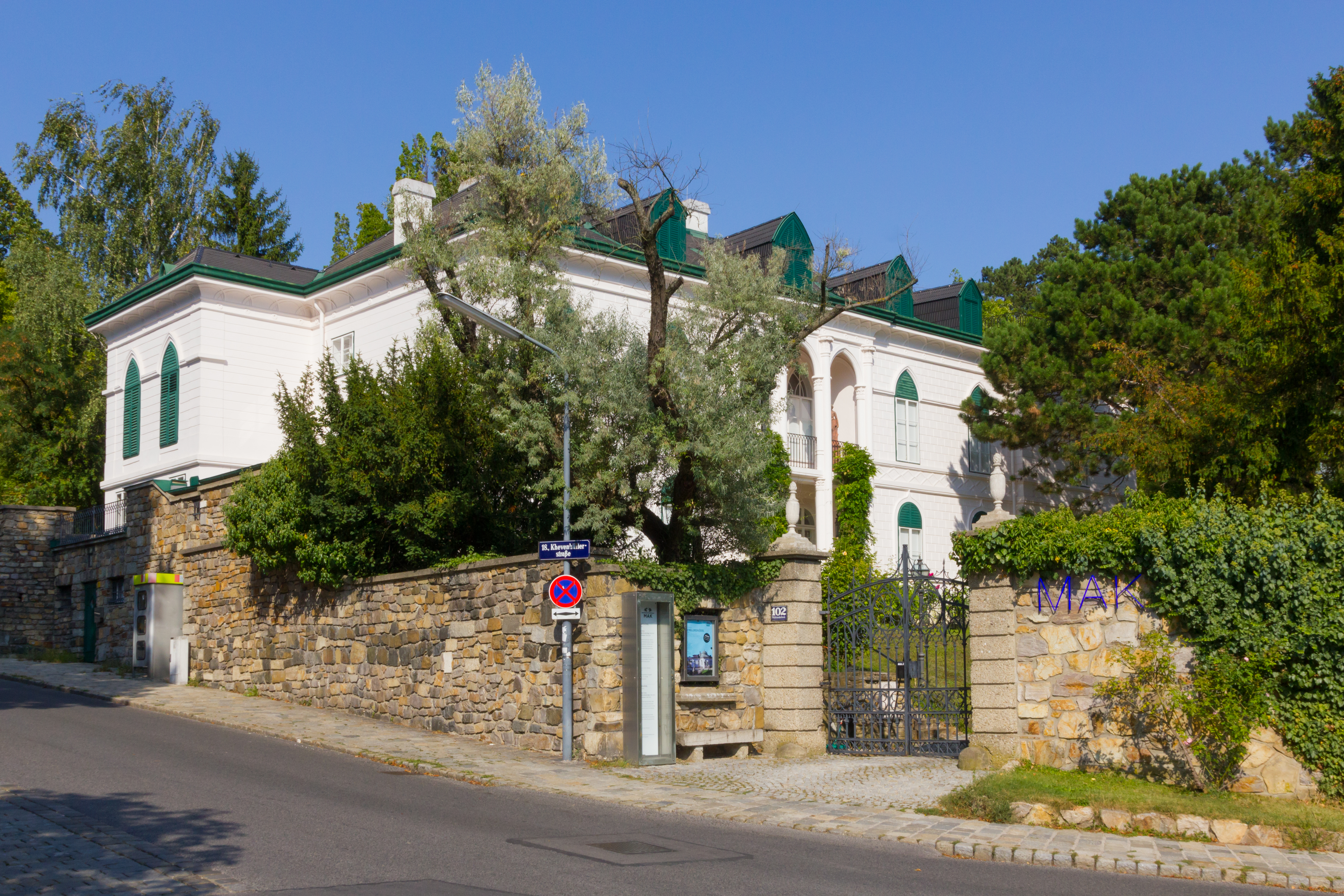
Geymüllerschlössl
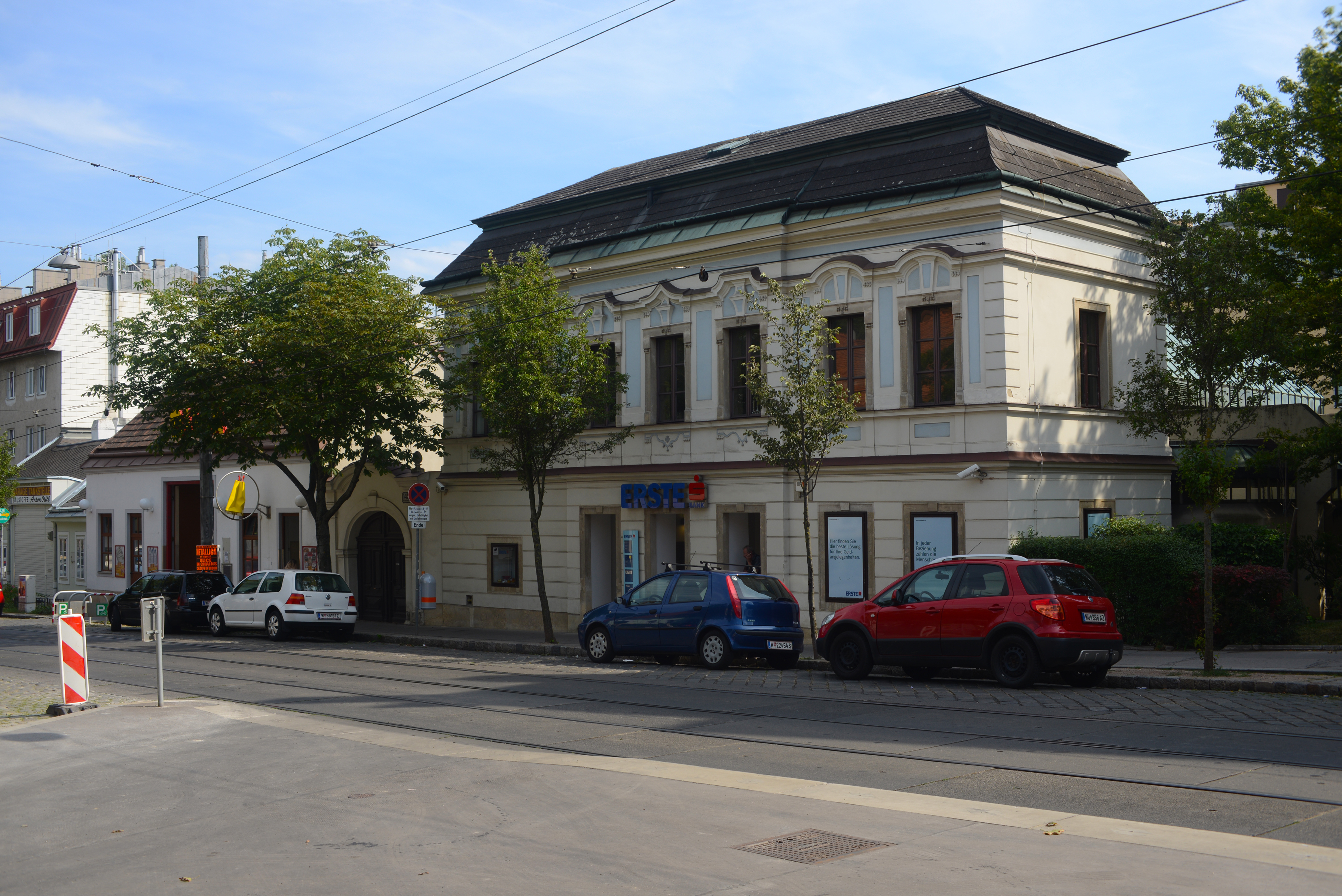
Maria-Theresien-Schlössel
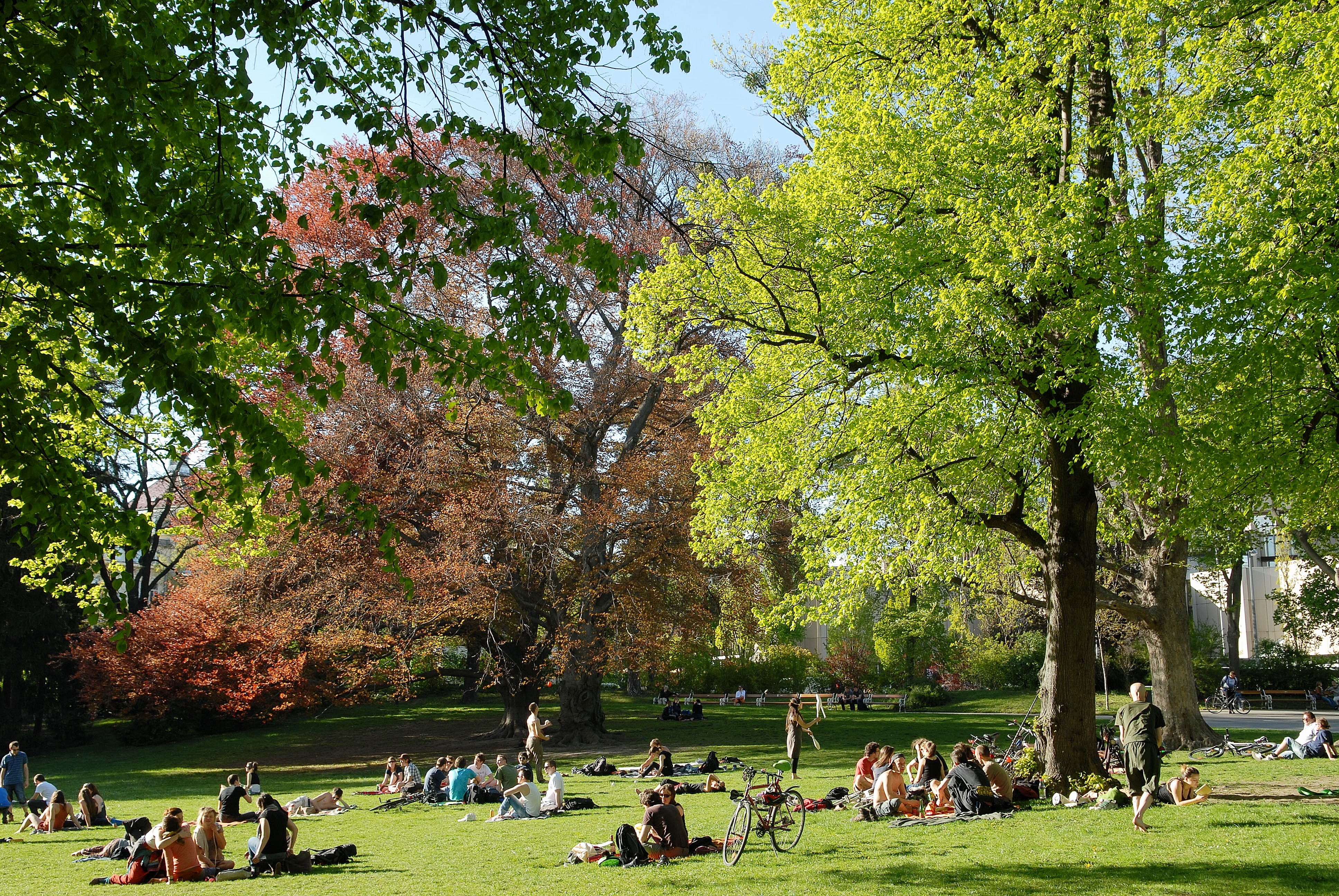
Türkenschanzpark
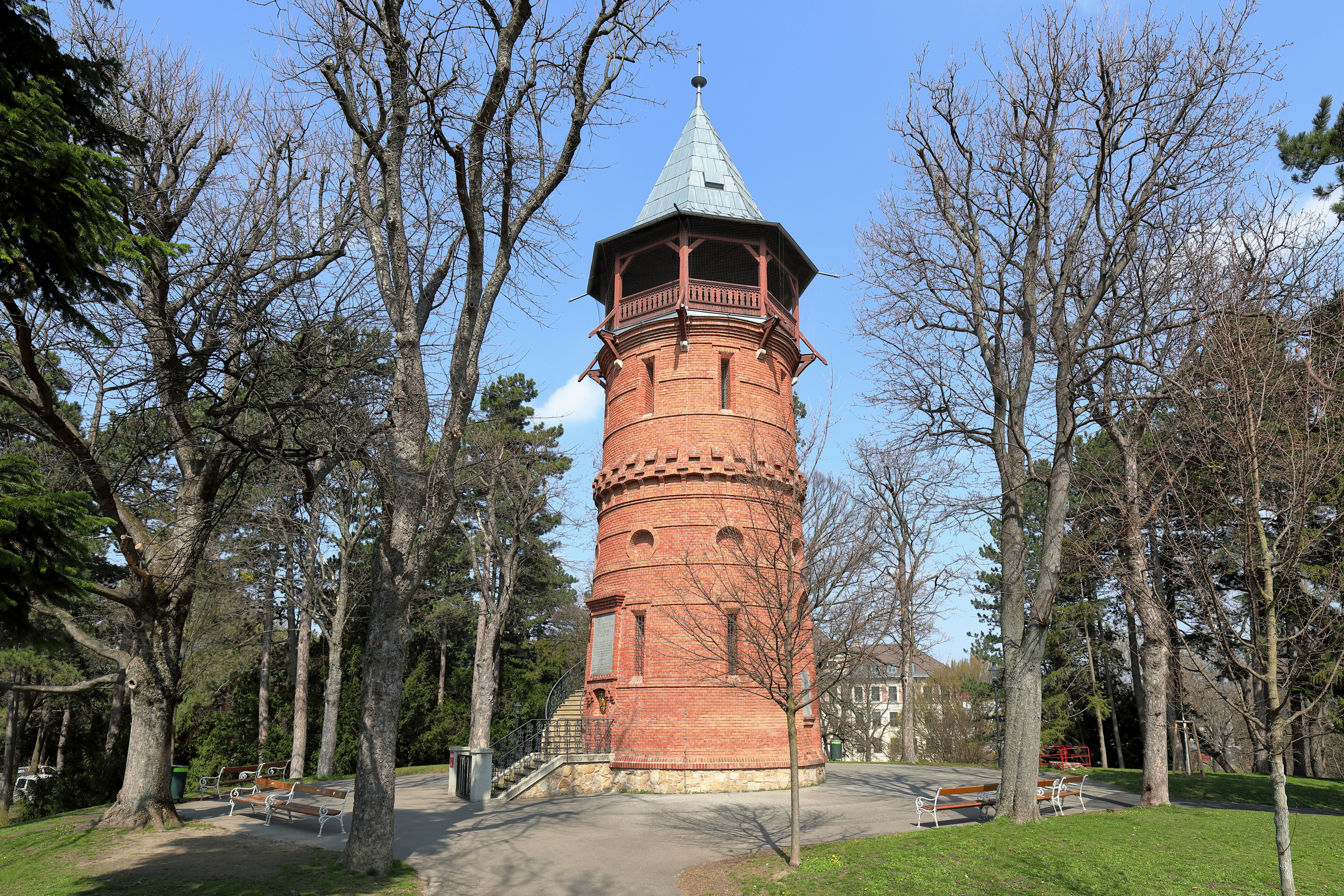
Türkenschanzpark
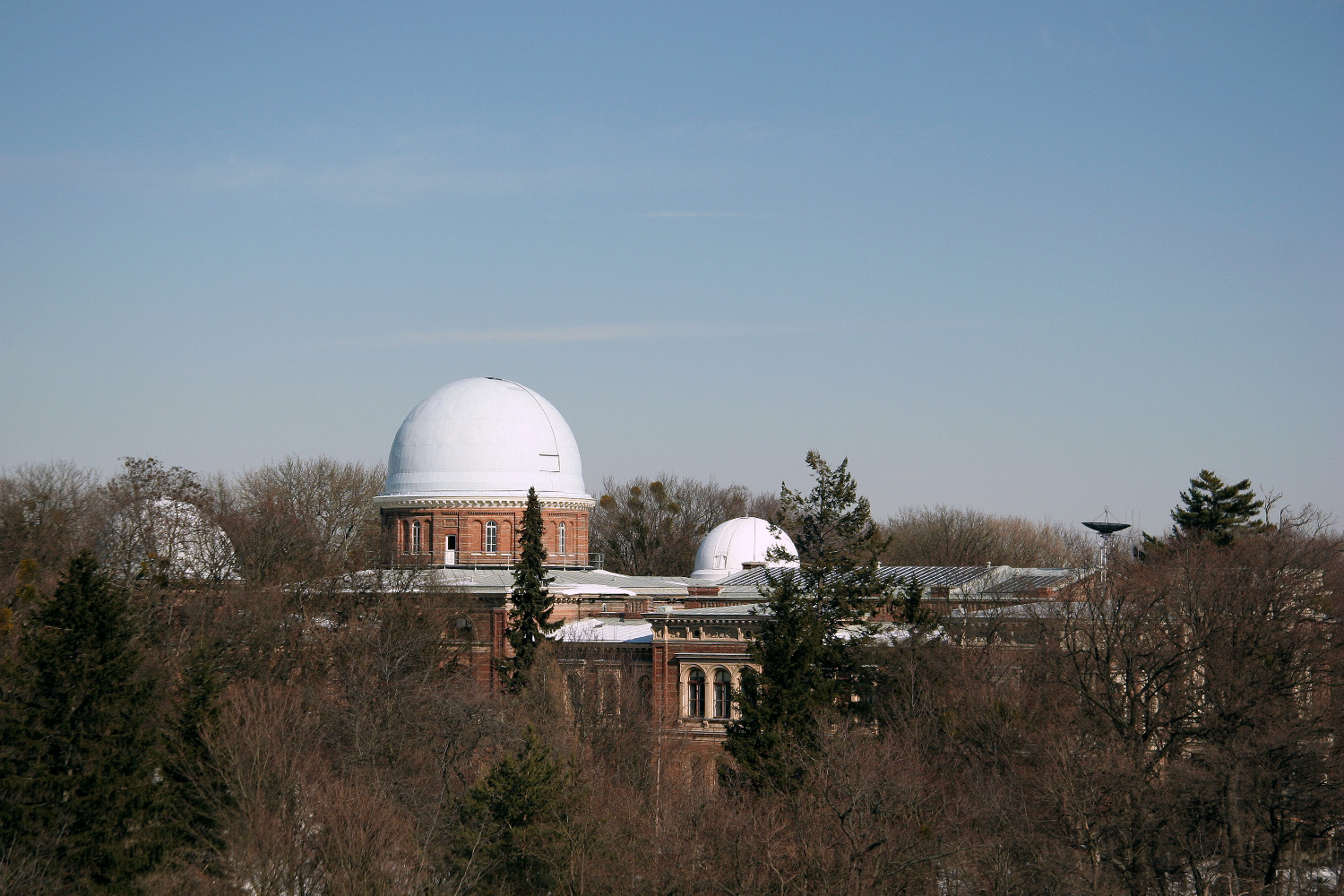
Egyetemi csillagvizsgáló
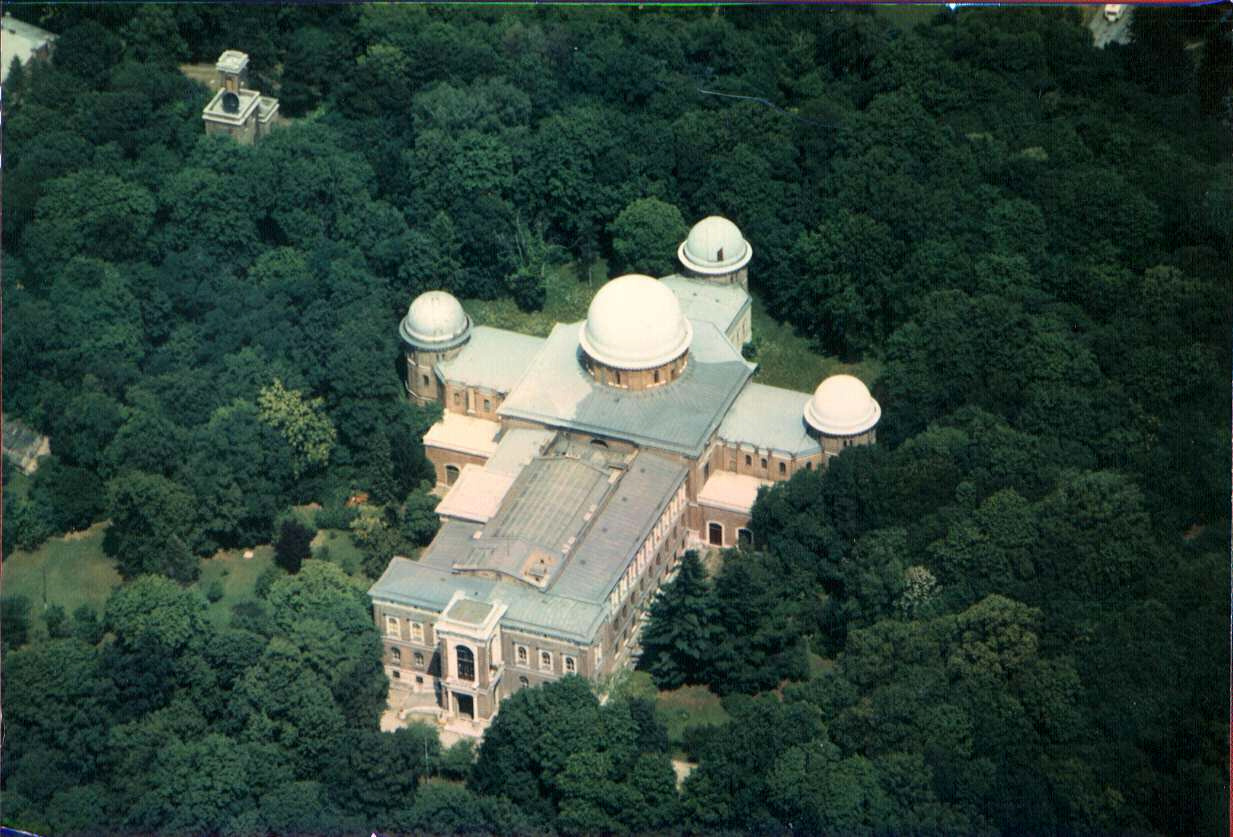
Egyetemi csillagvizsgáló
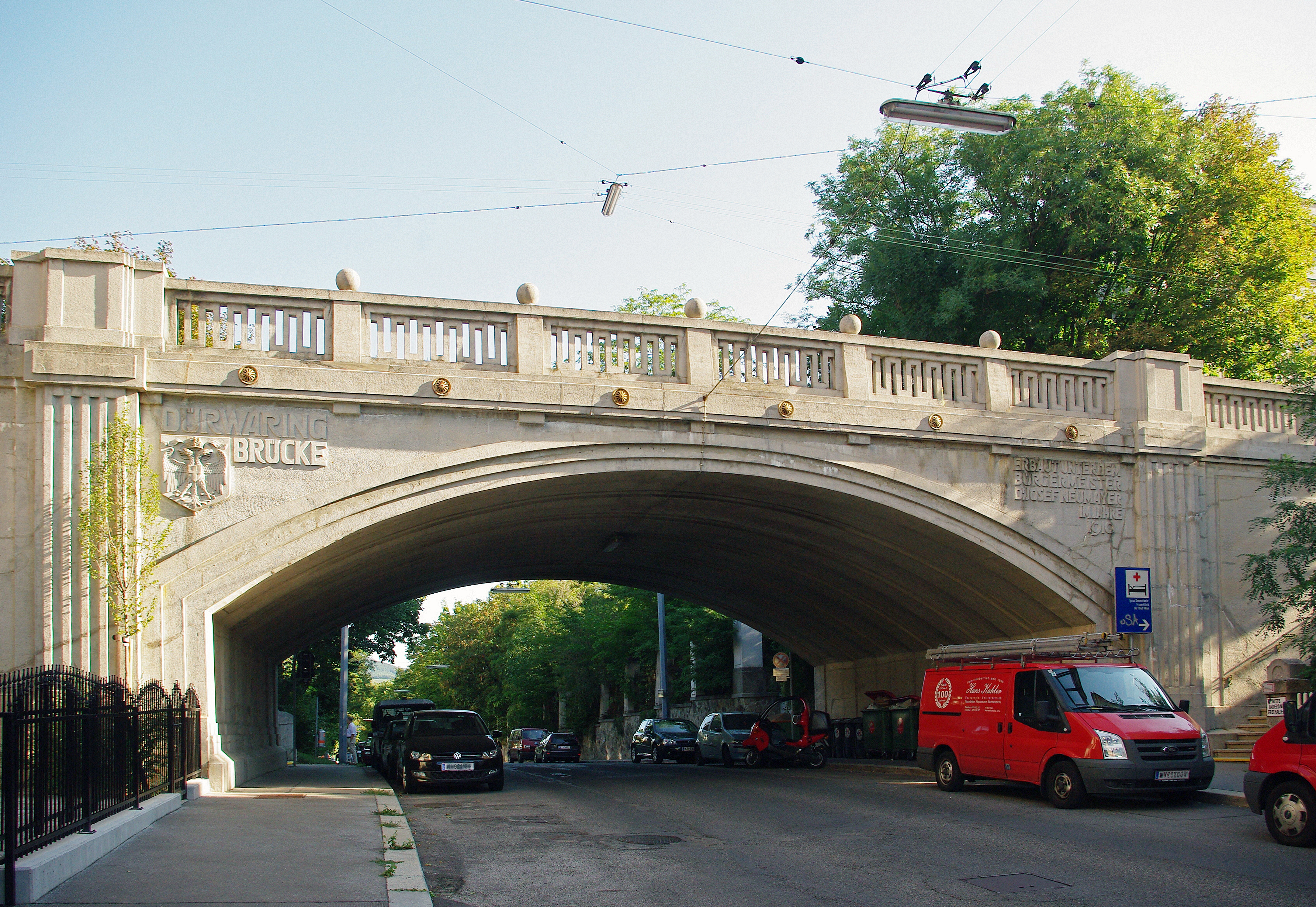
Dürwaring-híd
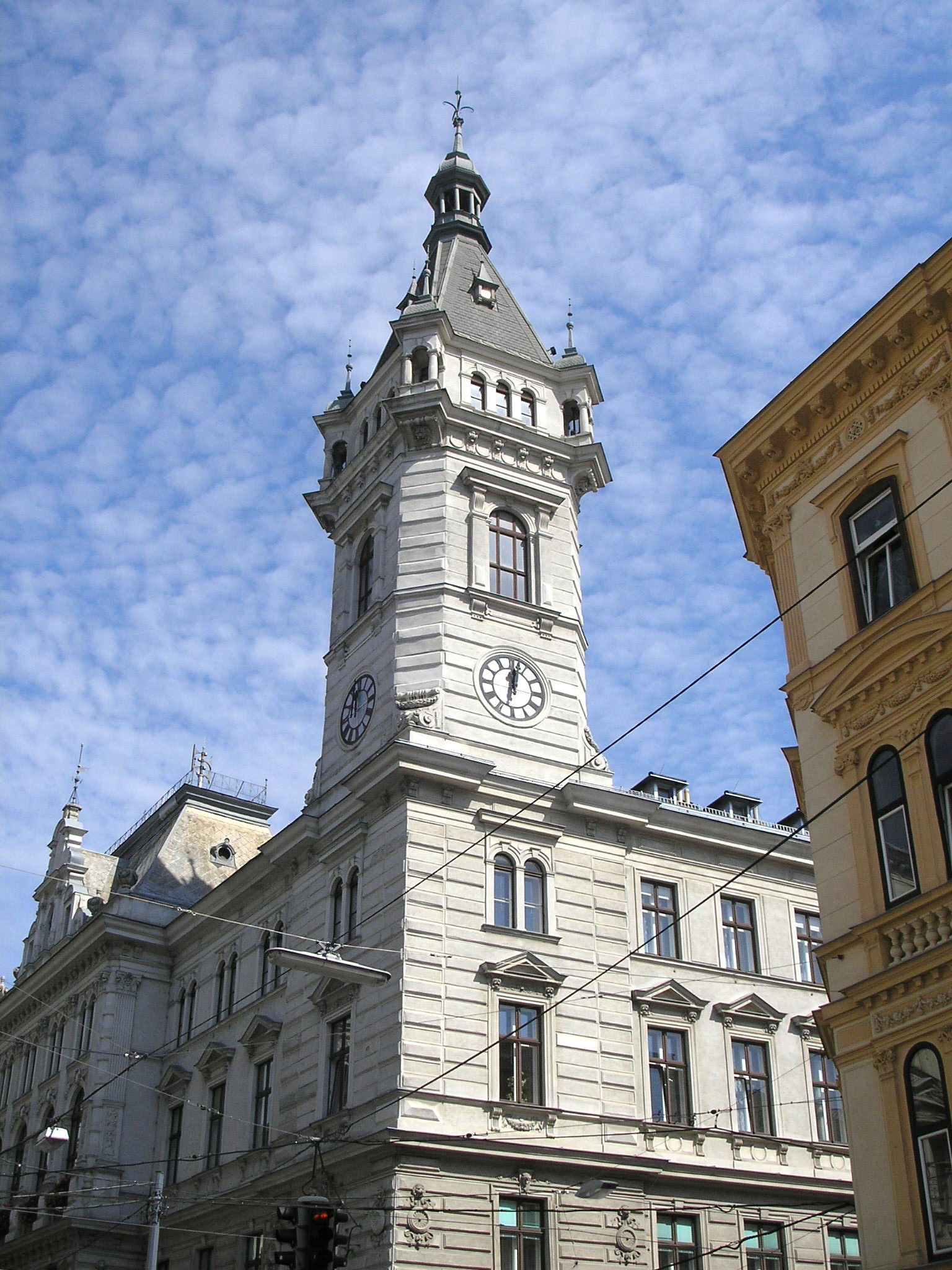
Kerületi hívítál

## Népesség
Népességnövekedés
forrás: Statistik.at

## Fordítás
- Ez a szócikk részben vagy egészben  a   Währing című német Wikipédia-szócikk fordításán alapul.  Az eredeti cikk szerkesztőit annak laptörténete sorolja fel. Ez a jelzés csupán a megfogalmazás eredetét és a szerzői jogokat jelzi, nem szolgál a cikkben szereplő információk forrásmegjelöléseként.